# Вышни-Славков
Вышни-Славков (словац. Vyšný Slavkov) — село и одноимённая община в районе Левоча Прешовского края Словакии. В письменных источниках начинает упоминаться с 1347 года.

## География
Село расположено в юго-западной части края, на берегах ручья Антал (бассейн реки Торисы), при автодороге 3203. Абсолютная высота — 562 метра над уровнем моря. Площадь муниципалитета составляет 17,18 км².

## Население
| Год:                | 1994 | 2004    | 2014     | 2024    |
| ------------------- | ---- | ------- | -------- | ------- |
| Количество человек: | 358  | 336     | 284      | 258     |
| Разница:            |      | −6,14 % | −15,47 % | −9,15 % |

По данным последней официальной переписи 2021 года, численность населения Вышни-Славкова составляла 260 человек.
Национальный состав населения (по данным переписи населения 2011 года):
| Национальность | Численность, человек |
| -------------- | -------------------- |
| словаки        | 284                  |
| чехи           | 1                    |
| не указана     | 22                   |

По данным переписи 2021 года, в конфессиональном составе населения преобладали католики (94,2 %).